# Otto Glagau

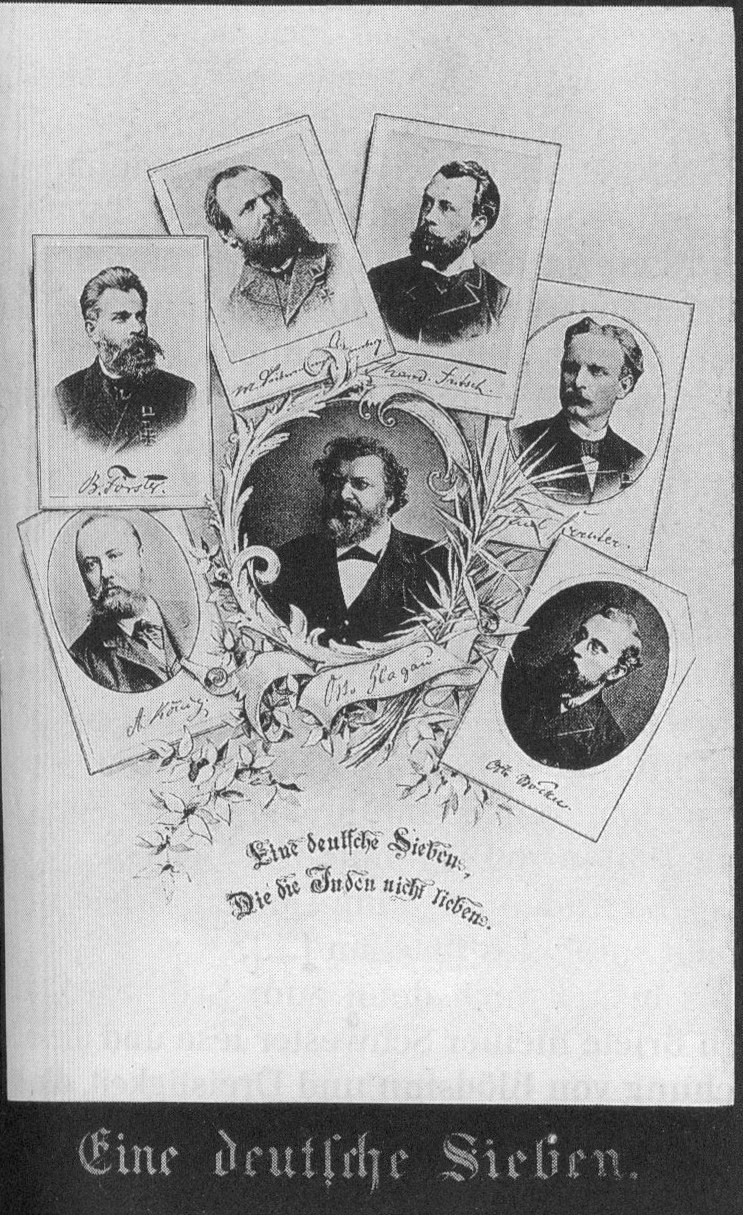
Otto Glagau (Mitte) und weitere Antisemiten der „Berliner Bewegung“, ca. 1880

Otto Glagau (* 16. Januar 1834 im Kreis Fischhausen, Ostpreußen, Königreich Preußen; † 2. März 1892 in Berlin, Deutsches Reich) war ein deutscher Publizist.

## Leben

### Herkunft und Jugend
Otto Glagau stammte aus einer Familie im Samland in Ostpreußen. Er studierte Philologie und Philosophie wahrscheinlich in Königsberg und war danach als Hauslehrer tätig.
1863 kam er nach Berlin und war dort als Publizist tätig.  Er schrieb für die liberale Berliner Nationalzeitung bis 1871.

### Börsenverluste 1873
1873 verlor Glagau eine große Summe Geldes, die er in Aktien des Lindenbauvereins angelegt hatte, durch den „Gründerkrach“.
Danach recherchierte er intensiv zu diesen Ereignissen. Er verfasste zunächst ein Theaterstück zu diesem Thema, das jedoch von den meisten Bühnen abgelehnt wurde.
1874/75 veröffentlichte er eine Artikelserie in der bekannten Familienzeitschrift Die Gartenlaube, die große Resonanz fand und in der er führenden Personen aus Politik und Wirtschaft die Schuld an der Misere gab. Allerdings kritisierte selbst die Redaktion der Gartenlaube Glagaus Darstellung, dass die gesamte spekulierende Bevölkerung auf einen Schwindel hereingefallen sei. In einer Antwort auf den Leserbrief eines Berliners äußerte die Redaktion, dass viel eher die Aussicht auf hohe Renditen und die „übertriebene Gewinnsucht der kleinen Leute“ den Börsencrash gefördert hätten und dass es „geradezu gefährlich [sei], dieser schnöden Gewinnsucht auch noch die patriotische Märtyrerkrone aufzusetzen“. „Auf Kosten einer überschaubaren Gruppe von Schuldigen boten die Artikel zum ‚Börsen- und Gründungsschwindel‘ damit ihrem Publikum die Möglichkeit, sich selbst von jeglicher Verantwortung zu entlasten.“ Trotzdem veröffentlichte Glagau 1876/77 zwei Bände des Der Börsen- und Gründungs-Schwindel in Berlin, in denen er seine Artikel überarbeitet als Buch herausbrachte.

### Antisemitismus
Einen erheblichen Teil der Schuld trügen Glagaus Meinung nach jüdische Unternehmer, über die er in einigen Formulierungen scharf urteilt.

„dass ein heimatloses Volk, eine physisch wie psychisch entschieden degenerierte Race, blos durch List und Schlauheit, durch Wucher und Schacher, über den Erdkreis gebietet. (...) Vom getauften Minister bis zum polnischen Schnorrer bilden sie eine einzige Kette, machen sie, fest geschlossen, bei jeder Gelegenheit Front gegen die Christen.“

Bereits 1869 hatte er sich abfällig über Ostjuden in Litauen geäußert.
Seine Einstellung zu Juden in der Geschäftswelt hatte sich nach seinen finanziellen Verlusten 1873 noch erheblich verschlechtert, da die Unternehmer des Lindenbauvereins wie auch die meisten anderen Verursacher der Spekulationen und des Börsenkrachs 1873 laut Glagau jüdisch waren.
Er setzte sie seitdem mit Wirtschaftsliberalismus und Kapitalismus gleich und machte sie für die Wirtschaftskrise und den moralisch-kulturellen Verfall Deutschlands verantwortlich. Glagaus Verständnis von Judentum ist seinen Äußerungen zufolge ein rassistisches und kein religiöses – die Zugehörigkeit zu der Gruppierung wird laut Glagau durch die eigenen Vorfahren bestimmt:

„Zu den 3/4 Million Juden in Deutschland kommen noch die getauften Juden und die Abkömmlinge jüdischer Vorfahren, die gleichfalls eine grosse Zahl bilden, und die mit den eigentlichen Israeliten eng zusammenhalten, sich von diesen nicht wesentlich unterscheiden. Das Bischen Wasser thut's nicht; es handelt sich weniger um den Glauben als um die Race, die sich durch Generationen nicht verwischt, die oft noch bei den Urenkeln frappant hervorbricht. Auch findet eine ununterbrochene und immer stärkere Einwanderung von Juden aus Russland und Polen, aus Galizien und Ungarn nach Deutschland statt.“

In späteren Veröffentlichungen sowie in seiner Zeitschrift Der Kulturkämpfer (1880–1888) setzte Glagau seine Angriffe fort. So prägte er den Slogan „die soziale Frage ist die Judenfrage“, der noch in den 1930er Jahren propagiert wurde.
Im April 1883 leitete er den zweiten Internationalen Antijüdischen Kongress in Chemnitz.
Glagau beförderte den Antisemitismus in seiner Zeit durch seine einfach verständlichen Schriften wahrscheinlich mehr als die bekannten Theoretiker Eugen Dühring, Wilhelm Marr und Paul de Lagarde.
Otto Glagau starb 1892 im Alter von 58 Jahren in Berlin.

## Werke (Auswahl)
- Fritz Reuter und seine Dichtungen, Berlin 1866
- Spaziergänge durch Lauenburg und Lübeck, Berlin 1866
- Littauen und die Littauer, Tilsit 1869
- Lied über den neuen deutschen Kaiser, Vahlen, Berlin, 1871, 16 Seiten
- Die russische Literatur und Iwan Turgeniew, Gebrüder Paetel, Berlin 1872
- Der Börsen- und Gründungs-Schwindel in Berlin, 2 Bände, Leipzig 1876, 1877
- Aktien, Historisches Schauspiel, Leipzig 1877
- Der Bankerott des Nationalliberalismus und die ‚Reaction‘, Berlin 1878
- Deutsches Handwerk und historisches Bürgerthum, Osnabrück 1879 Digitalisat
- Des Reiches Noth und der neue Culturkampf, Wehlen Osnabrück 1879 Auszüge
- Liberale Freiheiten, Osnabrück 1879 (Auszug aus Des Reiches Noth und der neue Culturkampf)
- Der Kulturkämpfer. Zeitschrift für öffentliche Angelegenheiten, Berlin, 1880–1888